# Domptail
Domptail [dɔ̃taj] est une commune française située dans le département des Vosges, en région Grand Est.
Ses habitants sont appelés les Domptaillois.

## Géographie

### Localisation

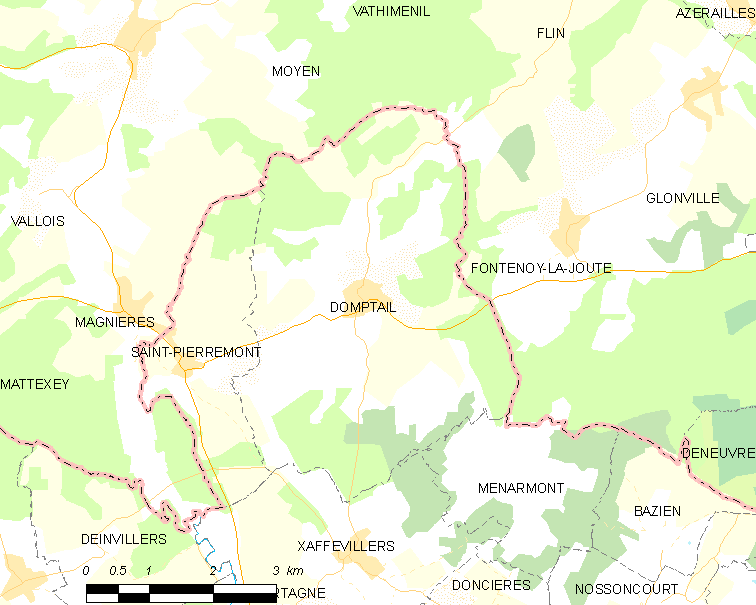
Situation géographique de Domptail.

Le village de Domptail est bâti sur l'adret d'une butte en bordure de la Meurthe-et-Moselle. L'agglomération assez dense est centrée sur deux routes départementales : la RD 47 qui mène à Saint-Pierremont (2 km à l'ouest) et Fontenoy-la-Joûte 3 km à l'est) et la RD 49 entre Xaffévillers (4 km au sud) et Flin (8 km au nord).

### Géologie et relief
La commune se compose de 53,072 hectares de territoires artificialisés (2,83 %), 1 084,35 hectares de territoires agricoles  (57,77 %) et 739,87 hectares de forêts et milieux semi-naturels (39,42 %).
De nombreuses forêts parsèment le territoire communal qui culmine à 372 m dans le Bois de la Chambre. Plusieurs ruisseaux, Mortier, Viller, Bazien, Pourri Fossé, rejoignent la Belvitte qui coule en contrebas.

### Communes limitrophes
|                  | Moyen Meurthe-et-Moselle |                                      |
| Saint-Pierremont | Domptail                 | Fontenoy-la-Joûte Meurthe-et-Moselle |
|                  | Xaffevillers             | Ménarmont                            |

### Hydrographie et les eaux souterraines
La commune est située dans le bassin versant du Rhin au sein du bassin Rhin-Meuse. Elle est drainée par le ruisseau de Belvitte, le ruisseau le Xarupt, le ruisseau de Bazien, le ruisseau de Frouamenil, le ruisseau de Pourry Fosse, le ruisseau de Viller et le ruisseau du Mortier,.
Le Belvitte, d'une longueur totale de 19 km, prend sa source dans la commune de Sainte-Barbe et se jette dans la Mortagne à Magnières, après avoir traversé neuf communes.

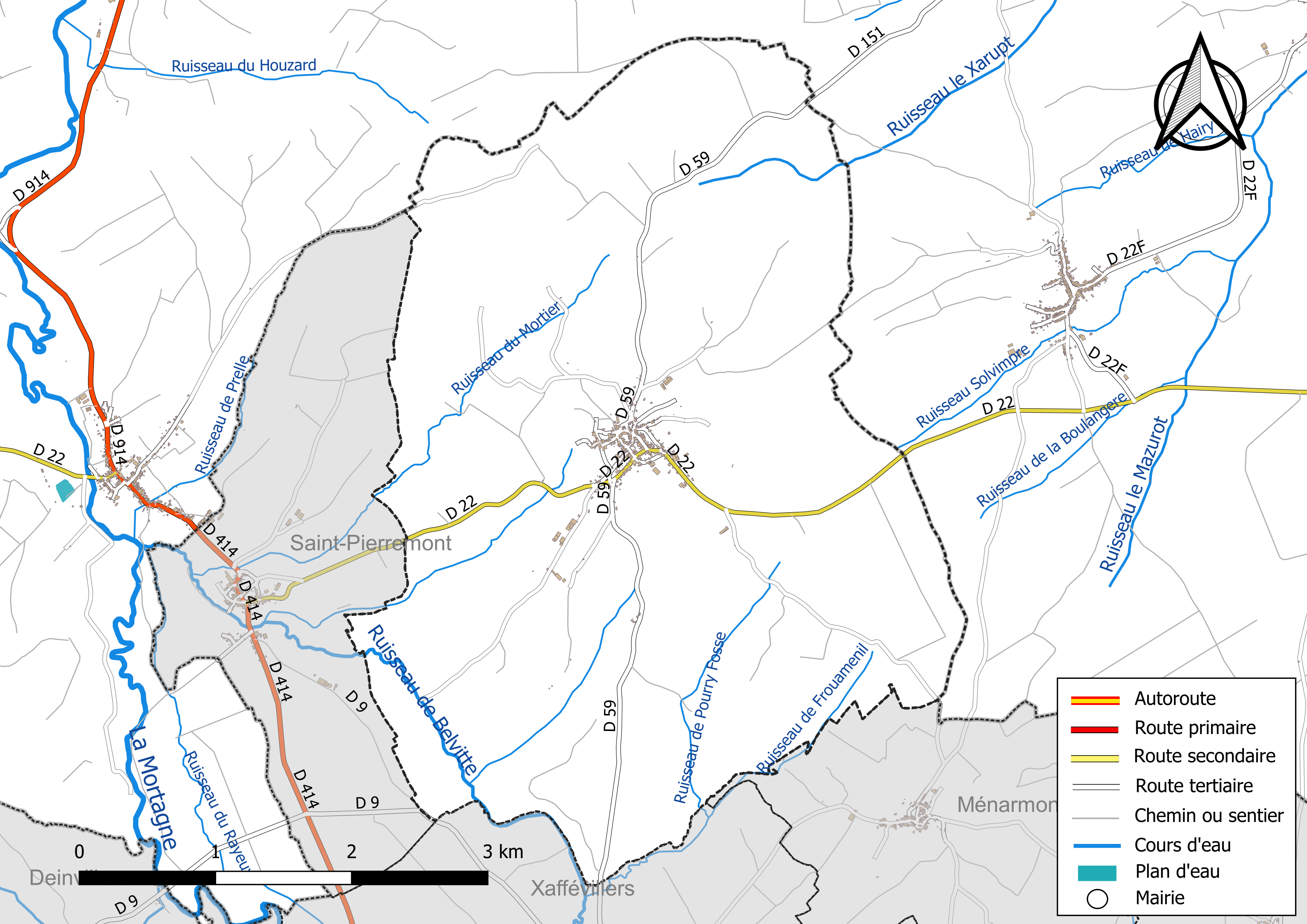
Réseaux hydrographique et routier de Domptail.

La qualité des eaux de baignade et des cours d’eau peut être consultée sur un site dédié géré par les agences de l’eau et l’Agence française pour la biodiversité.

### Climat
Pour des articles plus généraux, voir Climat du Grand Est et Climat des Vosges.
En 2010, le climat de la commune est de type climat des marges montargnardes, selon une étude du Centre national de la recherche scientifique s'appuyant sur une série de données couvrant la période 1971-2000. En 2020, Météo-France publie une typologie des climats de la France métropolitaine dans laquelle la commune est exposée à un climat semi-continental et est dans la région climatique  Vosges, caractérisée par une pluviométrie très élevée (1 500 à 2 000 mm/an) en toutes saisons et un hiver rude (moins de 1 °C).
Pour la période 1971-2000, la température annuelle moyenne est de 9,8 °C, avec une amplitude thermique annuelle de 17,2 °C. Le cumul annuel moyen de précipitations est de 989 mm, avec 12,6 jours de précipitations en janvier et 10,1 jours en juillet. Pour la période 1991-2020, la température moyenne annuelle observée sur la station météorologique de Météo-France la plus proche, « Roville », sur la commune de Roville-aux-Chênes à 7 km à vol d'oiseau, est de 10,3 °C et le cumul annuel moyen de précipitations est de 833,3 mm. 
La température maximale relevée sur cette station est de 40 °C, atteinte le 25 juillet 2019 ; la température minimale est de −24,5 °C, atteinte le 2 janvier 1971,,.
Les paramètres climatiques de la commune ont été estimés pour le milieu du siècle (2041-2070) selon différents scénarios d'émission de gaz à effet de serre à partir des nouvelles projections climatiques de référence DRIAS-2020. Ils sont consultables sur un site dédié publié par Météo-France en novembre 2022.

## Urbanisme

### Typologie
Au 1er janvier 2024, Domptail est catégorisée commune rurale à habitat dispersé, selon la nouvelle grille communale de densité à sept niveaux définie par l'Insee en 2022.
Elle est située hors unité urbaine et hors attraction des villes,.

### Occupation des sols
L'occupation des sols de la commune, telle qu'elle ressort de la base de données européenne d’occupation biophysique des sols Corine Land Cover (CLC), est marquée par l'importance des territoires agricoles (57,6 % en 2018), une proportion sensiblement équivalente à celle de 1990 (58,3 %). La répartition détaillée en 2018 est la suivante : 
forêts (37,8 %), prairies (34,8 %), terres arables (21,4 %), zones urbanisées (2,8 %), milieux à végétation arbustive et/ou herbacée (1,7 %), zones agricoles hétérogènes (1,4 %). L'évolution de l’occupation des sols de la commune et de ses infrastructures peut être observée sur les différentes représentations cartographiques du territoire : la carte de Cassini (XVIIIe siècle), la carte d'état-major (1820-1866) et les cartes ou photos aériennes de l'IGN pour la période actuelle (1950 à aujourd'hui).

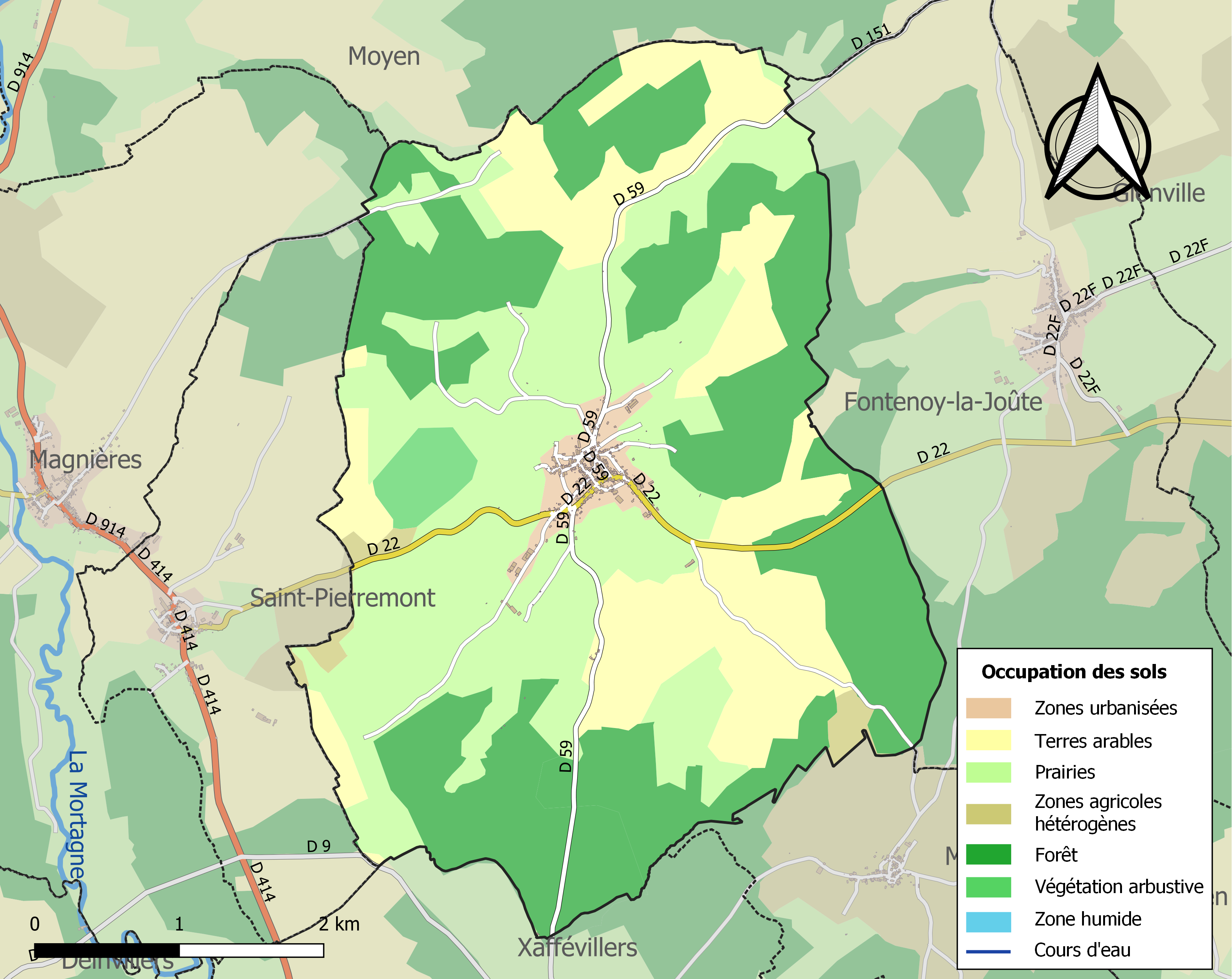
Carte des infrastructures et de l'occupation des sols de la commune en 2018 (CLC).

## Toponymie
Le nom de la localité est attesté sous les formes Domnum Stephanum cum ecclesia (1152) ; B. de Donstene (1242) ; Donsterne (1269) ; Dousterne (1311) ; Donstainne (1314) ; Donterne (1370) ; Douteille (1381) ; Cono presbiter de Donsteule (XIVe siècle) ; De Dontellis (1472) ; Dompteille (1482) ; Domptaille (1559) ; Pagus de Domno Stephano, vulgari idiomate Domptaille (1594) ; Domptaille lez Magnieres (1595) ; Dantaille (1656) ; Domptailles (XVIIe siècle) ; Domptail en Voges (an II).

Domptail est un hagiotoponyme caché, issu du bas latin domnus et le nom du Saint Stephanus, qui devient dans l'Est Stain, Stail : « Saint Etienne ».

## Histoire
Le village de Domptail apparaît dans les titres de l'abbaye de Senones en 1059, 1159 et 1152. Il n'existe pas de sources antérieures.
Le nom du village a varié au cours des siècles : Dommus Stephanus, Donstère, Donsterre, Donstailles, qui devenu Domptailles en Vosges puis enfin Domptail.
La commune a été décorée le 22 octobre 1921 de la croix de guerre 1914-1918 après sa destruction pendant la Grande Guerre.
Le 20 juin 1940 pendant la bataille de France, des militaires français du 146e Régiment d'infanterie de forteresse en plein repli ont combattu dans le village avant de se rendre. Les Allemands ont massacré les prisonniers de guerre dans le village et au lieu-dit la Louvière où un monument commémoratif a été édifié. Une manifestation se déroule tous les ans en mémoire de la trentaine de victimes de ce crime de guerre.

## Politique et administration

### Budget et fiscalité 2023

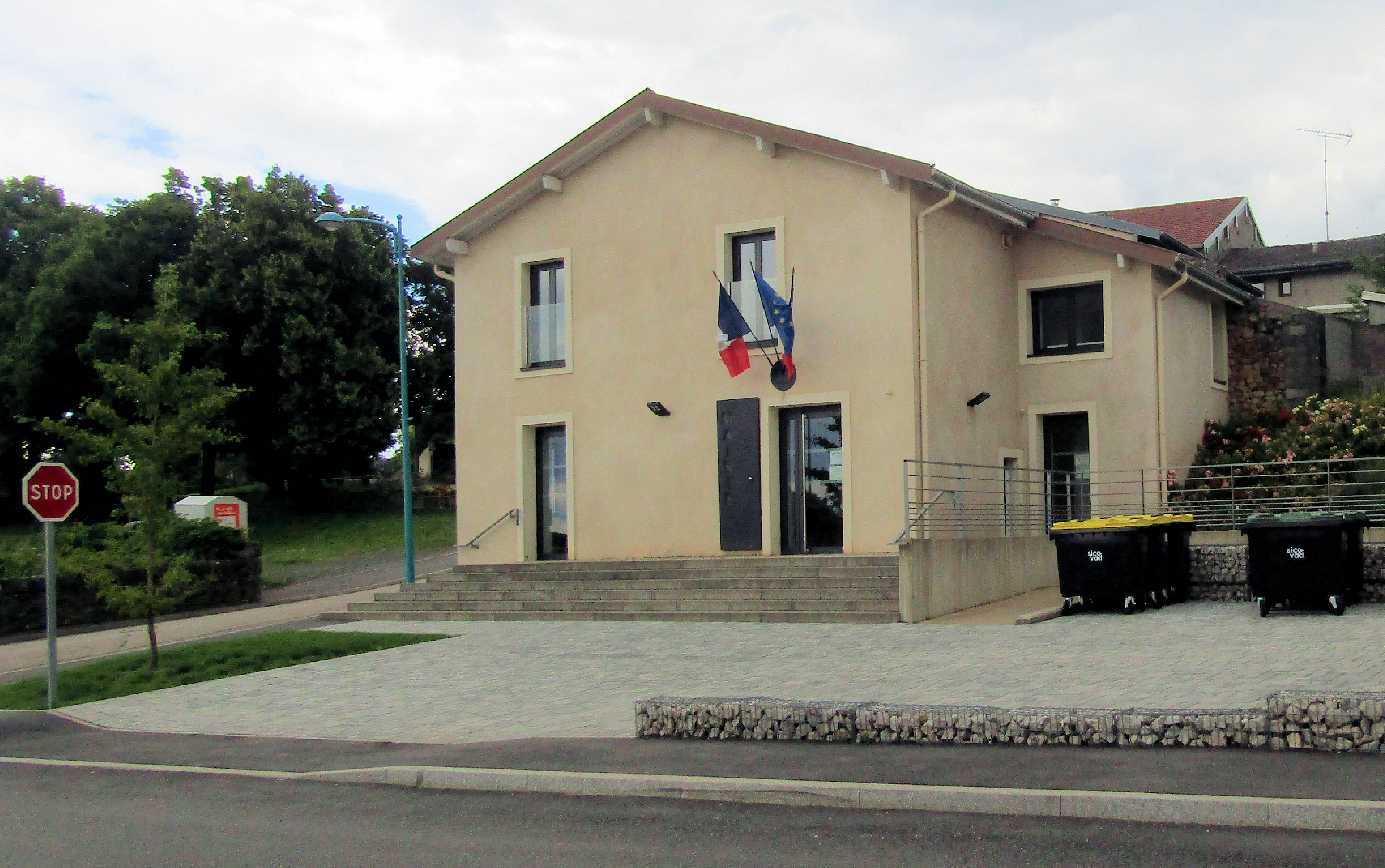
La mairie.

En 2023, les finances communales étaient constituées ainsi :
- total des produits de fonctionnement : 510 000 €, soit 1 453 € par habitant ;
- total des charges de fonctionnement : 319 000 €, soit 909 € par habitant ;
- total des ressources d'investissement : 386 000 €, soit 1 100 € par habitant ;
- total des emplois d'investissement : 663 000 €, soit 1 889 € par habitant ;
- endettement : 374 000 €, soit 1 066 € par habitant.

Avec les taux de fiscalité suivants :
- taxe d'habitation : 16,01 % ;
- taxe foncière sur les propriétés bâties : 35,37 % ;
- taxe foncière sur les propriétés non bâties : 18,85 % ;
- taxe additionnelle à la taxe foncière sur les propriétés non bâties : 0,00 % ;
- cotisation foncière des entreprises : 0,00 %.

Chiffres clés Revenus et pauvreté des ménages en 2021 : médiane en 2021 du revenu disponible, par unité de consommation : 21 560 €.

### Liste des maires
| Période                                  | Période   | Identité                       | Étiquette | Qualité                            |
| ---------------------------------------- | --------- | ------------------------------ | --------- | ---------------------------------- |
| Les données manquantes sont à compléter. |           |                                |           |                                    |
| vers 1871                                |           | Joseph Cuny                    |           |                                    |
| vers 1897                                |           | Joseph-Christophe Domptail     |           |                                    |
| vers 1920                                |           | Jean François Augustin Contois |           |                                    |
| Les données manquantes sont à compléter. |           |                                |           |                                    |
|                                          | mars 2014 | Jean-Marc Habert               |           | Président de la 2C2R (2006 → 2014) |
| mars 2014                                | En cours  | Michel Jacquot                 |           | Cadre de la fonction publique      |

## Population et société

### Démographie

#### Évolution démographique
L'évolution du nombre d'habitants est connue à travers les recensements de la population effectués dans la commune depuis 1793. Pour les communes de moins de 10 000 habitants, une enquête de recensement portant sur toute la population est réalisée tous les cinq ans, les populations de référence des années intermédiaires étant quant à elles estimées par interpolation ou extrapolation. Pour la commune, le premier recensement exhaustif entrant dans le cadre du nouveau dispositif a été réalisé en 2005.

En 2022, la commune comptait 338 habitants, en évolution de −5,85 % par rapport à 2016 (Vosges : −2,96 %, France hors Mayotte : +2,11 %).
| 1793 | 1800 | 1806 | 1821 | 1831 | 1836 | 1841  | 1846  | 1856  |
| ---- | ---- | ---- | ---- | ---- | ---- | ----- | ----- | ----- |
| 573  | 648  | 720  | 828  | 957  | 980  | 1 031 | 1 081 | 1 041 |

| 1861  | 1866  | 1876 | 1881 | 1886 | 1891 | 1896 | 1901 | 1906 |
| ----- | ----- | ---- | ---- | ---- | ---- | ---- | ---- | ---- |
| 1 058 | 1 008 | 930  | 849  | 832  | 823  | 744  | 689  | 695  |

| 1911 | 1921 | 1926 | 1931 | 1936 | 1946 | 1954 | 1962 | 1968 |
| ---- | ---- | ---- | ---- | ---- | ---- | ---- | ---- | ---- |
| 649  | 530  | 535  | 520  | 470  | 438  | 416  | 391  | 360  |

| 1975 | 1982 | 1990 | 1999 | 2005 | 2006 | 2010 | 2015 | 2020 |
| ---- | ---- | ---- | ---- | ---- | ---- | ---- | ---- | ---- |
| 279  | 259  | 269  | 239  | 292  | 295  | 336  | 356  | 344  |

| 2022 | - | - | - | - | - | - | - | - |
| ---- | - | - | - | - | - | - | - | - |
| 338  | - | - | - | - | - | - | - | - |

### Enseignement
Établissements d'enseignements : 

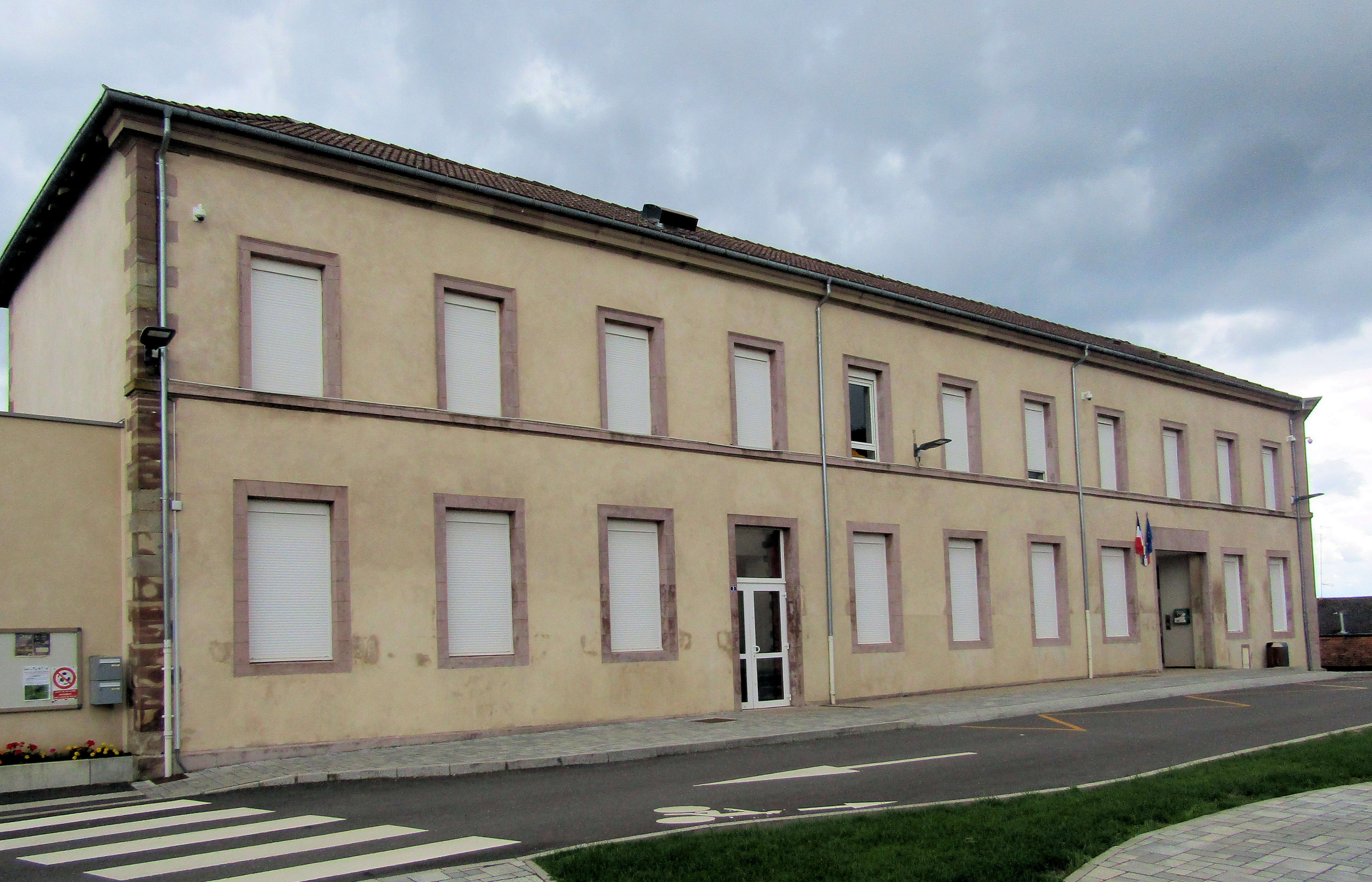
L'école de Domptail.

- Écoles maternelles et primaires à Domptail, Magnières, Moyen, Flin, Azerailles, Fontenoy-la-Joûte, Glonville.
- Collèges à Baccarat, Gerbéviller, Rambervillers, Bénaménil.
- Lycées à Roville-aux-Chênes, Raon-l'Étape, Lunéville.

### Santé
Professionnels et établissements de santé :
- Médecins à Magnières, Azerailles, Gerbéviller, Saint-Clément, Baccarat, Rambervillers.
- Pharmacies à Magnières, Gerbéviller, Saint-Clément, Baccarat, Rambervillers.
- Hôpitaux à Baccarat, Rambervillers, Raon-l'Étape, Lunéville, Badonviller, Blâmont, Châtel-sur-Moselle.

### Cultes
- Culte catholique, Paroisse Notre-Dame-de-la-Mortagne[32], Diocèse de Saint-Dié.

## Économie

### Entreprises et commerces

#### Commerces
- Commerces et services de proximité[33].

## Culture locale et patrimoine

### Lieux et monuments

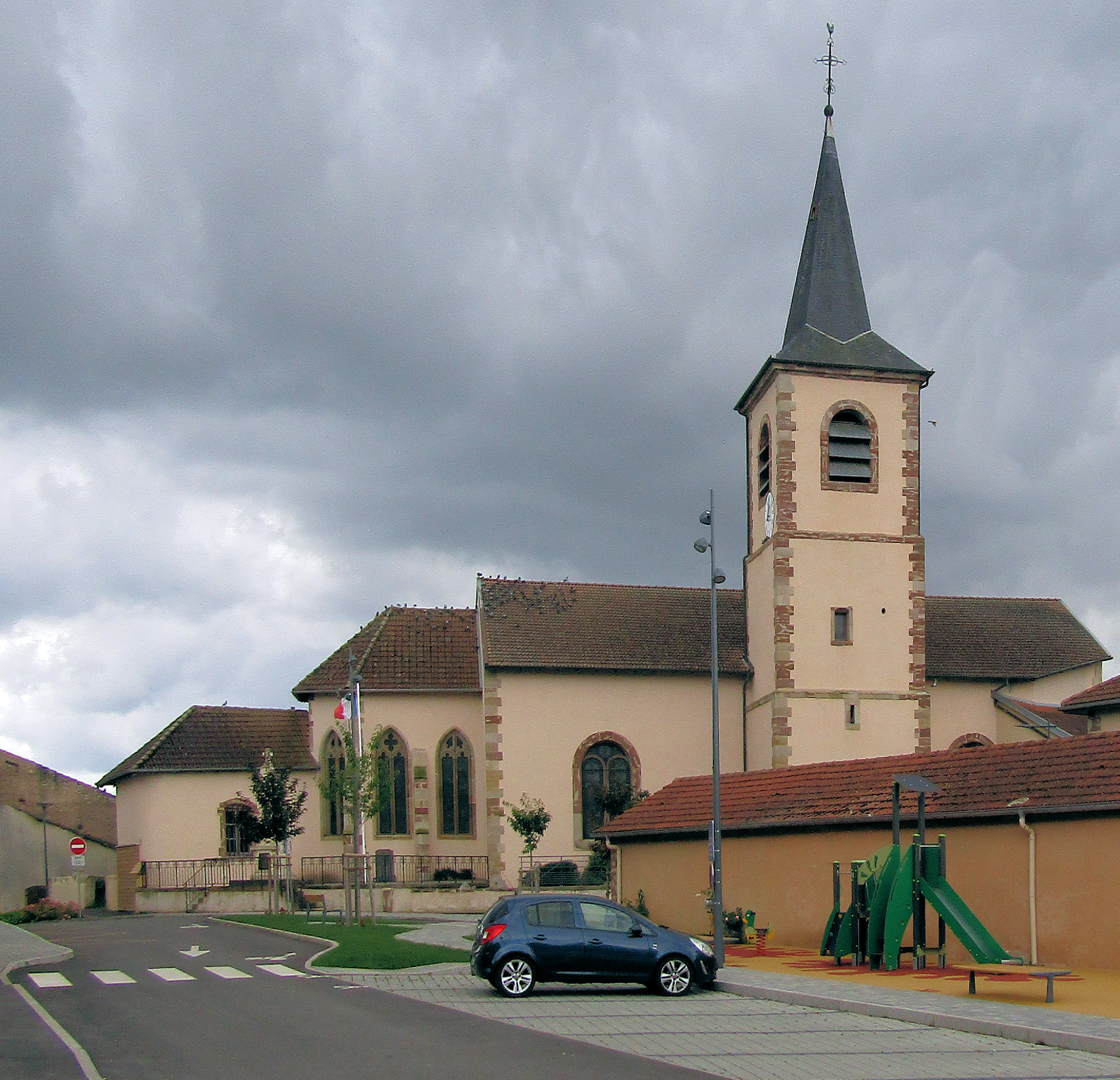
Église Sainte-Céline côté nord.
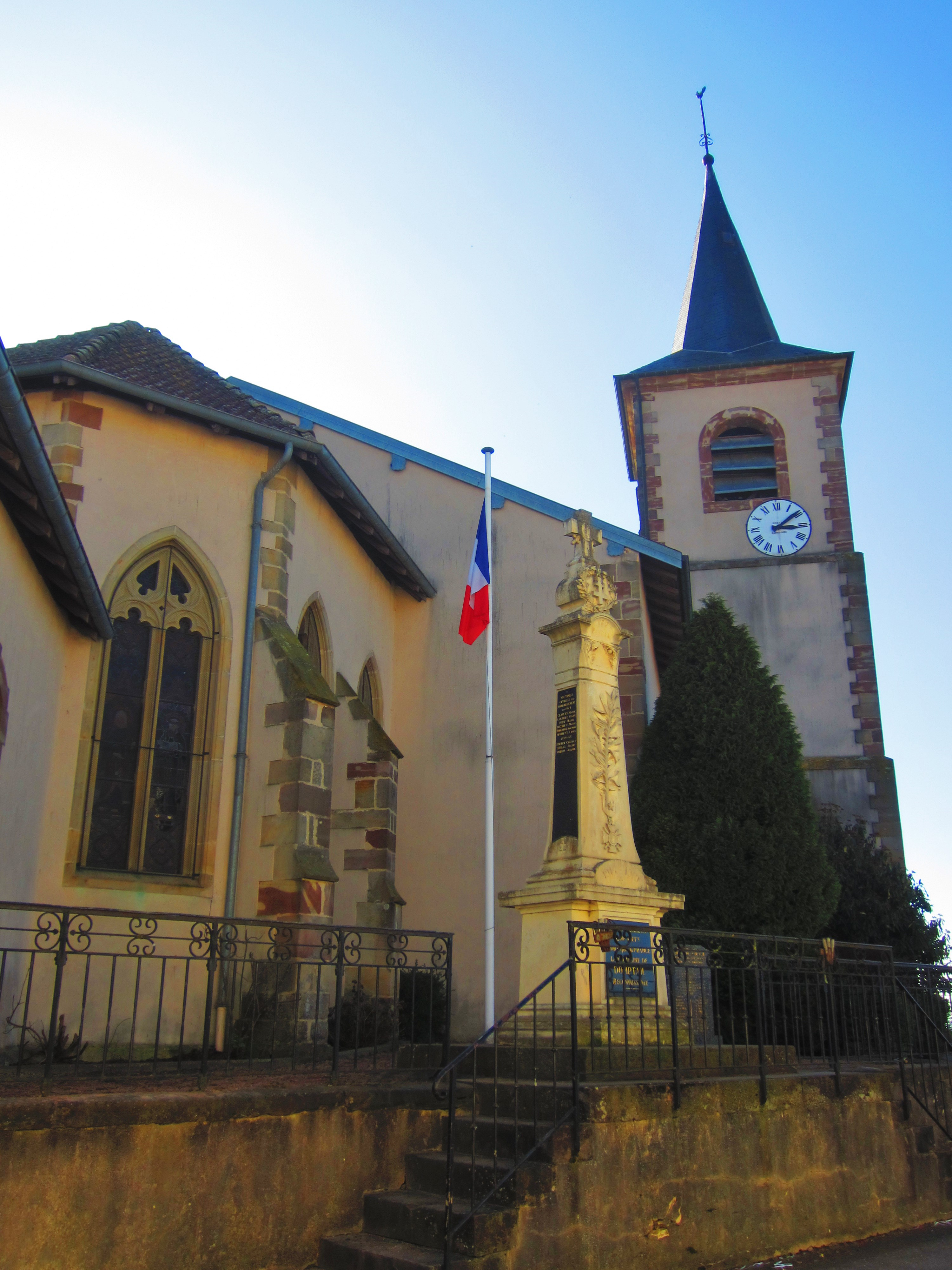
Église Sainte-Céline.
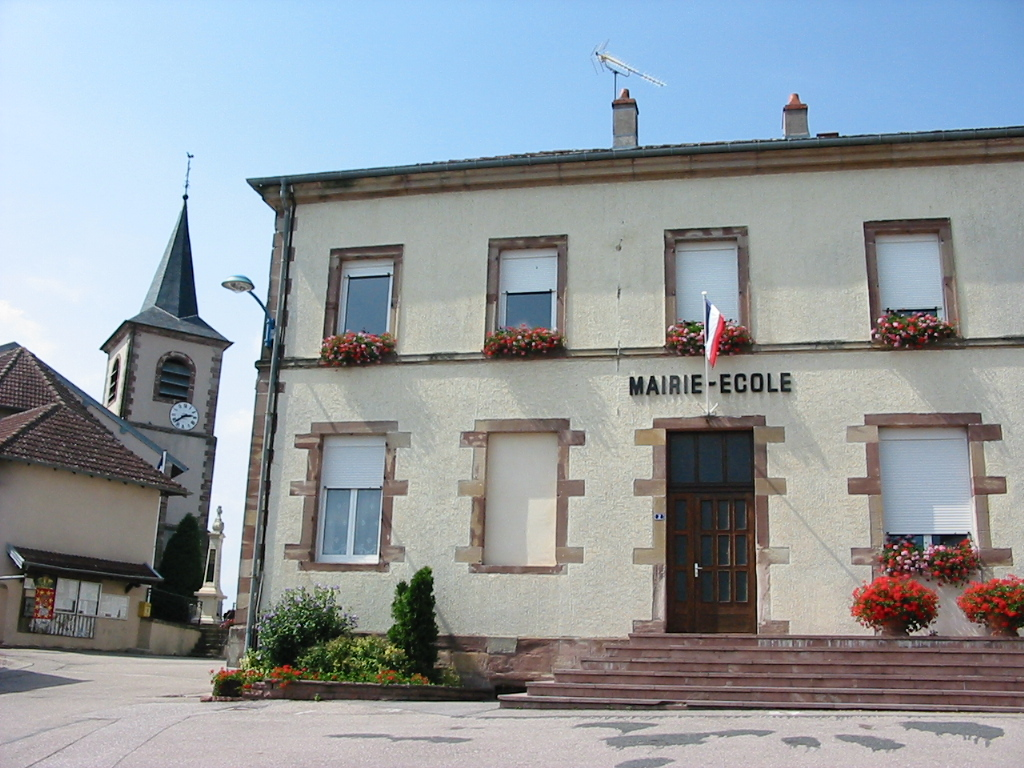
Église et ancienne mairie-école.
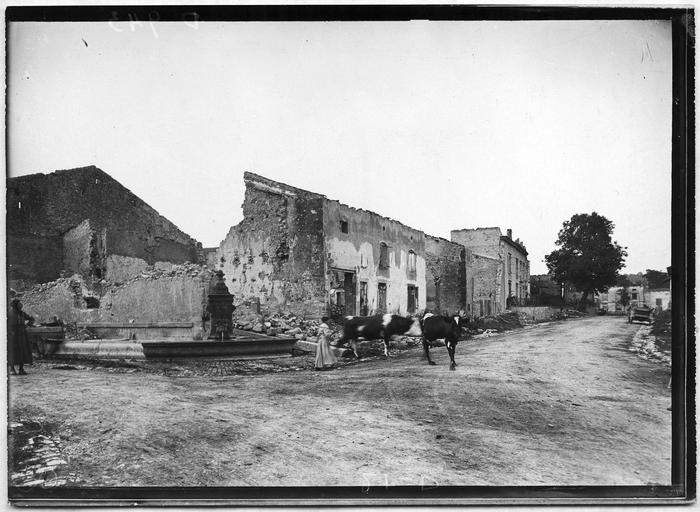
Fontaine et Maisons détruites. Photo du 31 août 1915, par Édouard Brissy[34].

- Église Sainte-Céline[35],[36].
- Chapelle Sainte-Céline[37],[38],[39].
- Monument aux morts, plaque commémorative 1914-1918 de l'église, stèle commémorative du 146e R.I.F. la Louvière[40],[41].
- Patrimoine rural recensé par le service régional de l'Inventaire général du patrimoine culturel[42].

Les fontaines,.

### Personnalités liées à la commune
- Jean-François Mougenot, ecclésiastique, supérieur ecclésiastique de la Doctrine chrétienne[45].
- Médaillés de Sainte-Hélène[46].

## Pour approfondir